# Serieåret 2020

## Pristagare
- Urhunden för svenska album: Vei bok 2 av Sara Bergmark Elfgren och Karl Johnsson (Kartago)[1]
- Urhunden för översatta album: Heimat: ett tyskt släktalbum av Nora Krug (Norstedts), översättning av Karin Andrae[1]

## Utgivning
- Allas lika mellangärde av Sara Granér
- Gå med mig till hörnet av Anneli Furmark
- Återvinningscentralen av Ulrika Linder
- Mörkt album av Coco Moodysson
- Nästan i mål: en komisk transition av Olivia Skoglund
- Jag minns varje slag av Daniel Thollin
- Alltid hejdå av Alma Thörn
- En trasig historia av Marie Tillman

## Avlidna
- 11 juni – Dennis O’Neil (född 1939), amerikansk serietecknare[2]